# The Seattle Times

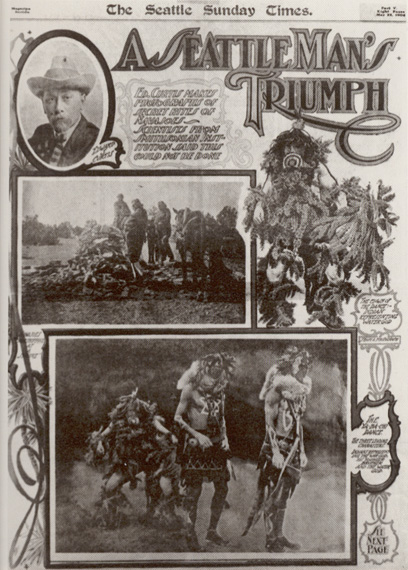
O frontispício do "The Seattle Times" numa edição dominical de 1905

The Seattle Times é o único jornal diário publicado na cidade de Seattle, nos Estados Unidos, e o maior do estado de Washington. É um dos últimos jornais nos Estados Unidos a ser controlado por uma família, os Blethens, que o compraram em 1896.

## História
O precursor do jornal foi o Seattle Press-Times, fundado em 1891. O jornal tinha uma circulação ínfima e foi comprado em 1896 por Alden Blethen, um professor e advogado recém-chegado do estado do Maine, que o rebatizou como Seattle Daily Times.
Originalmente o Times era um vespertino, mas passou a ser matutino no início do Século XXI, depois de considerar a ideia desde 1999.
Entre 1983 e 2009 o Times manteve um acordo de operação conjunta com o Seattle Post-Intelligencer, de propriedade da Hearst Corporation, em que a publicidade, o marketing, a produção e a circulação foram administrados pelo Times para ambos os jornais, que mantinham departamentos editoriais e de notícias independentes. Os dois jornais publicavam uma edição única aos domingos, para a qual o Post-Intelligencer contribuía com apenas algumas páginas de conteúdo editorial. Com o fim da edição impressa do P-I, em 17 de março de 2009, o acordo de operação conjunta foi encerrado. O Times conseguiu manter boa parte dos assinantes de seu antigo concorrente e viu sua circulação diária aumentar 30% cinco meses depois, passando a operar com lucro, algo impensável poucos meses antes. "Acordos de operação conjunta só adiam a morte inevitável do segundo jornal, que passa a ser um estorvo na operação", opina John Morton, um analista independente consultado pelo jornal The New York Times. "Não é surpresa que o Seattle Times esteja se dando bem sozinho."